# Sorengo
Sorengo è un comune svizzero di 2159 abitanti del Canton Ticino, nel distretto di Lugano.

## Geografia fisica
Sorengo è situato ca. 2 km a ovest di Lugano.

## Storia

### Simboli
Lo stemma comunale è stato adottato 1952 e raffigura un castagno sradicato d'oro, in campo verde, circondato da quattro pettirossi. Gli uccellini alludono al nomignolo picitt, con il quale vengono chiamati gli abitanti e simboleggiano inoltre l'infanzia che qui nasce, cresce e fiorisce grazie alla presenza di una clinica con un importante reparto maternità e dell'Istituto dell'Opera Ticinese per l'Aiuto alla Fanciullezza (OTAF).

## Monumenti e luoghi d'interesse

### Architetture religiose
- Chiesa parrocchiale di Santa Maria Assunta, attestata dal 1298 ma eretta nell'XI secolo[2];
- Cappella[senza fonte] della Clinica Sant'Anna[2], eretta nel 1964, con vetrate di Emilio Maria Beretta e una Via crucis e un tabernacolo di poco successivi[3];
- Cimitero e relativa cappella, nella quale si conservano un Crocifisso affrescato nel 1843 da Giovanni Battista Sertorio e cappelle funerarie realizzate fra il XIX e il XX secolo[senza fonte];
- Cappella votiva in località Cremignone, con l'affresco ottocentesco Madonna con sant'Antonio abate e san Domenico di Guzmán[4]; Cappella di Cremignone, a Sorengo, ex Cappella dei Bettini

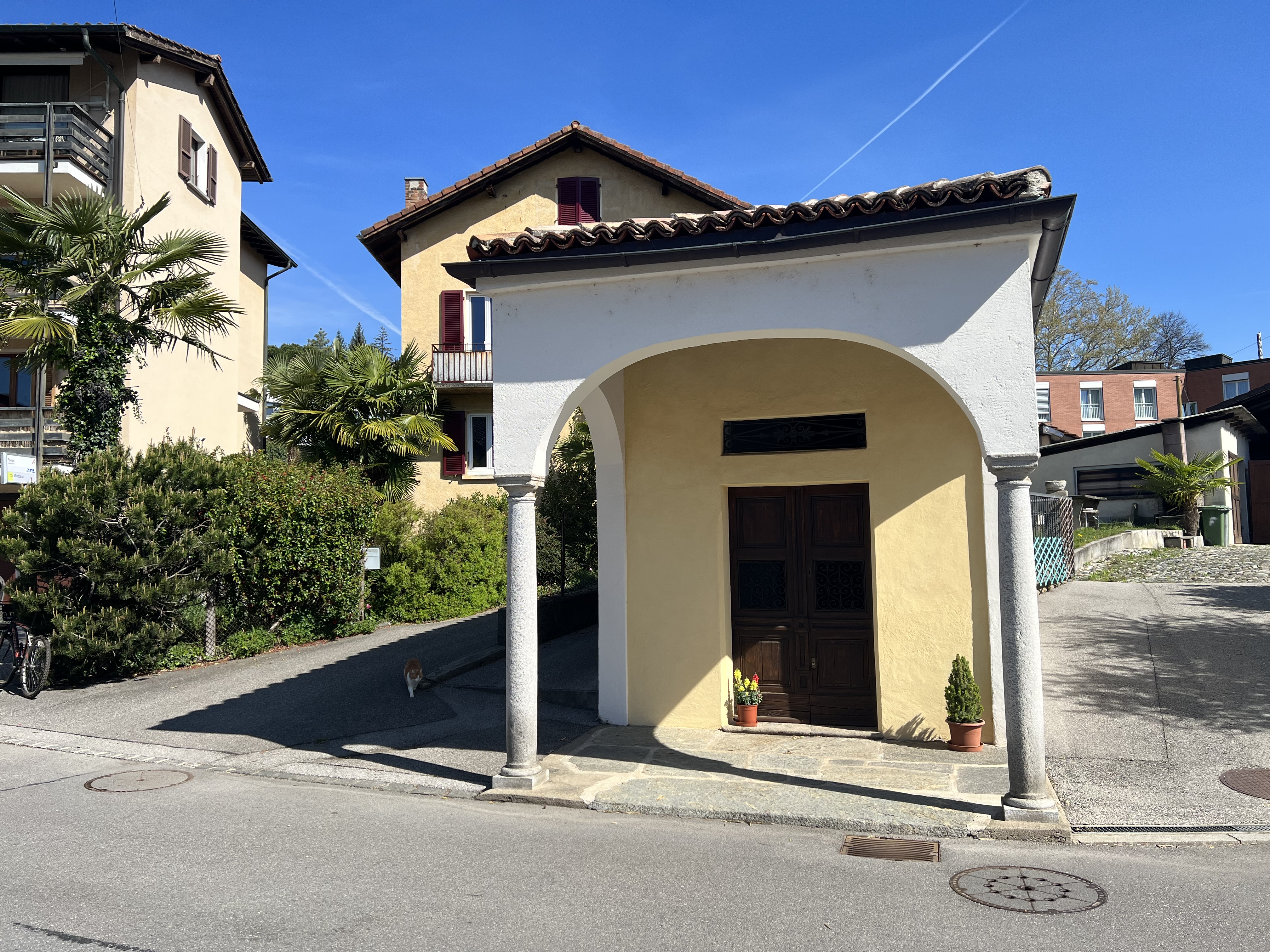
Cappella di Cremignone, a Sorengo, ex Cappella dei Bettini

- Cappella di San Grato, con l'affresco Madonna col Bambino[senza fonte].

### Architetture civili
- Case parrocchiali costruite sulle rovine[senza fonte] di un cinquecentesco convento dei cappuccini[2];
- Villa Lampugnani, con un bassorilievo del XV secolo e ali del XVIII secolo[senza fonte];
- Casa-atelier di Pietro Chiesa, risalente al 1934[senza fonte];
- Villa Pagnamenta, realizzata negli anni 1920[senza fonte];
- Casa La Colombaia, del 1948[senza fonte];

### Altro
- "Pergolone", via pergolata[senza fonte];
- Muri perimetrali di via Al Colle[senza fonte].

## Società

### Evoluzione demografica
L'evoluzione demografica è riportata nella seguente tabella:
Abitanti censiti

## Cultura

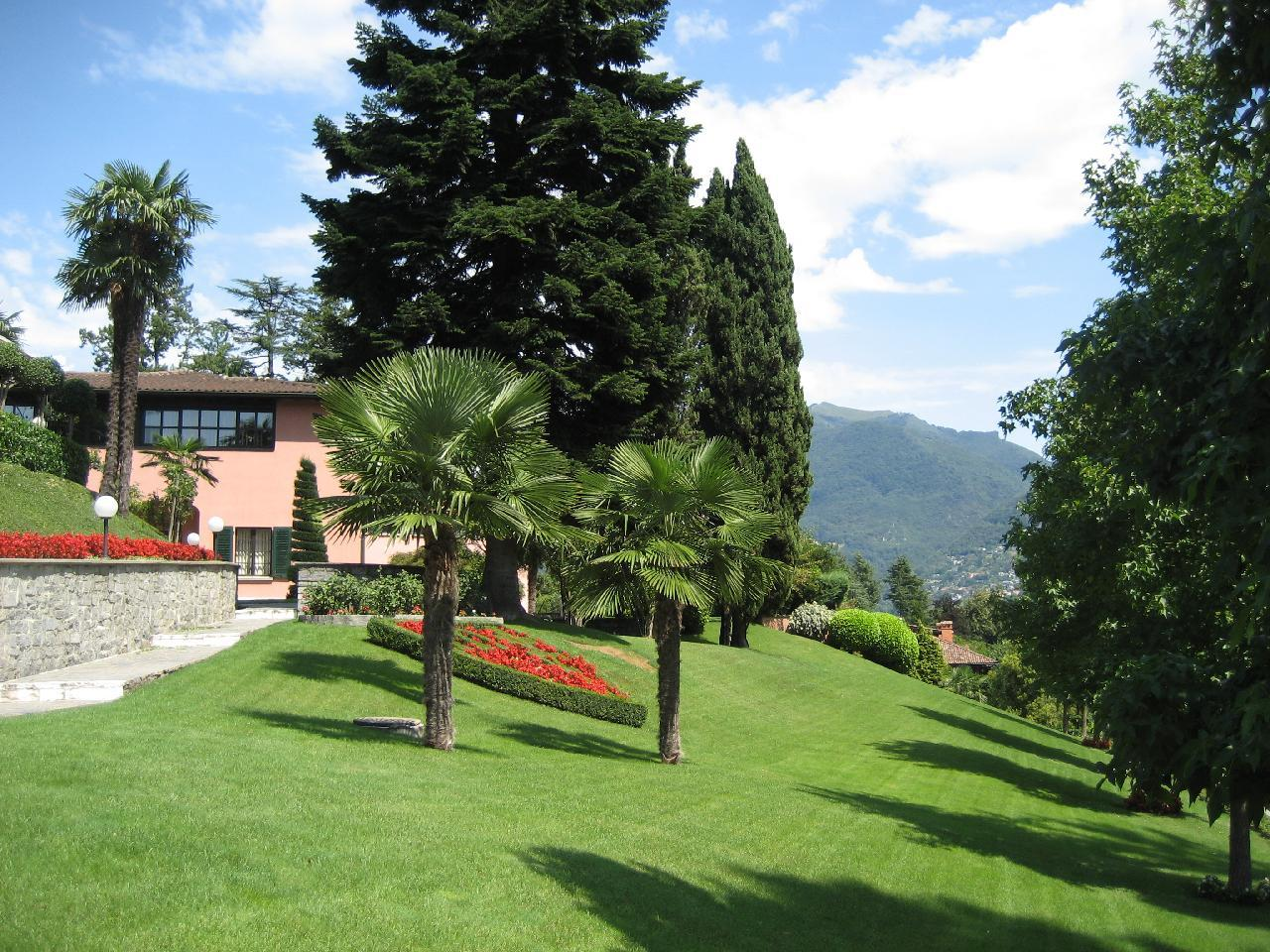
Il Franklin College Switzerland

Dal 1986 a Sorengo ha sede l'università privata statunitense Franklin College Switzerland. Dal 12 aprile 2014 l'allora Franklin College ha ottenuto a pieno titolo il riconoscimento quale università da parte della Conferenza universitaria svizzera, facendone in tal modo la sola università al mondo accreditata sia nella Svizzera che negli Stati Uniti d'America. Da quell'anno la ragione sociale è cambiata in Franklin University Switzerland.

## Infrastrutture e trasporti

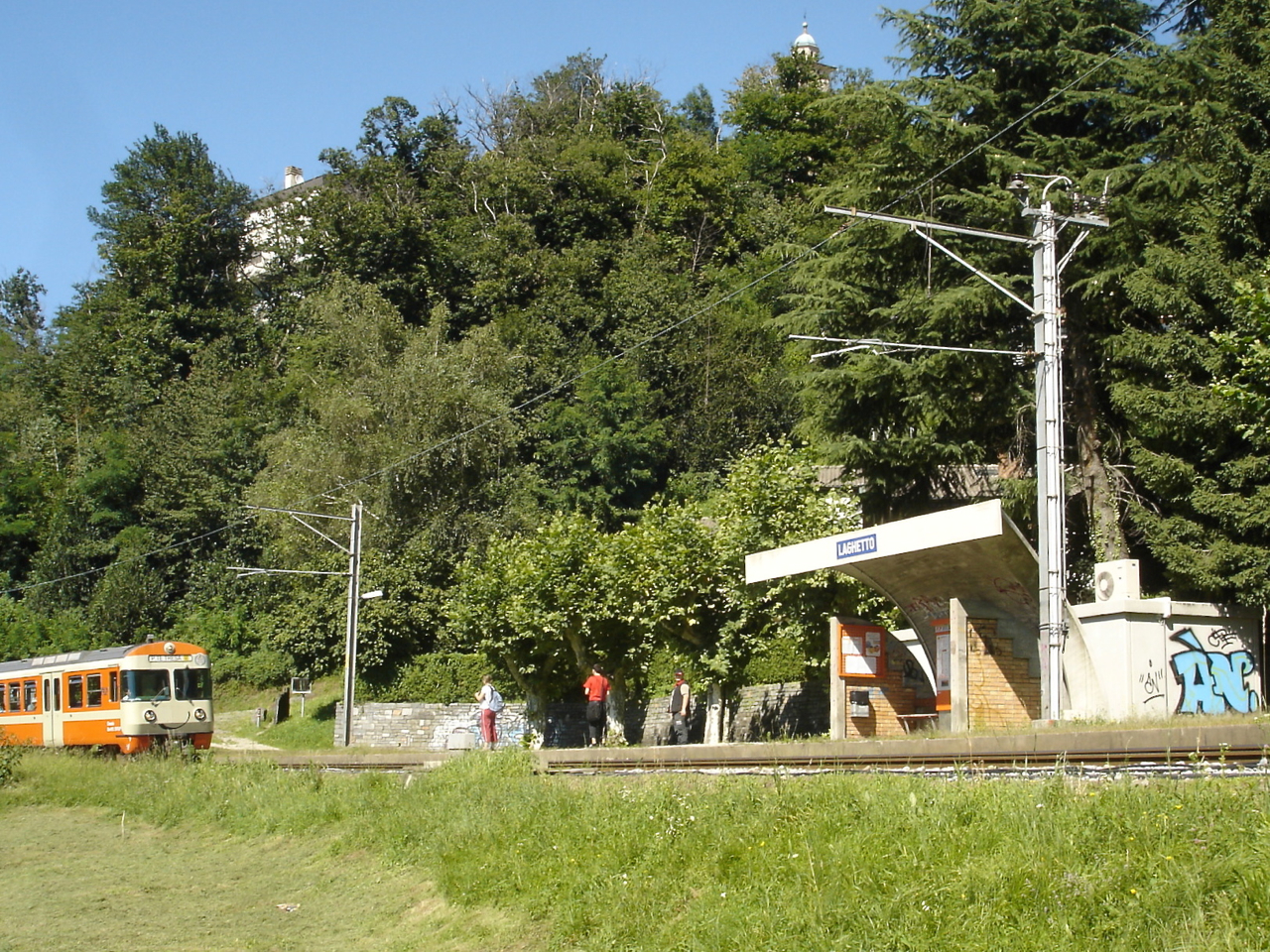
La stazione di Sorengo Laghetto

Sorengo è servito dalle stazioni di Sorengo e di Sorengo Laghetto della ferrovia Lugano-Ponte Tresa, oltre che dalla linea 13 della TPL (Trasporti Pubblici Luganesi) e dal servizio AutoPostale.

## Amministrazione
Ogni famiglia originaria del luogo fa parte del cosiddetto comune patriziale e ha la responsabilità della manutenzione di ogni bene ricadente all'interno dei confini del comune.